# يميل أسد
يميل أسد (بالإسبانية: Yamil Asad)‏ (27 يوليو 1994 بسان انطونيو دي بادوا في الأرجنتين - ) هو لاعب كرة قدم أرجنتيني في مركز الوسط. لعب مع أتلانتا يونايتد ودي.سي. يونايتد وفيليز سارسفيلد.

## وصلات خارجية
- يميل أسد على موقع الدوري الأمريكي (الإنجليزية)
- يميل أسد على موقع قاعدة بيانات كرة القدم.إي يو (الإنجليزية)
- يميل أسد على موقع Soccerbase.com (لاعب) (الإنجليزية)
- يميل أسد على موقع Soccerway.com (الإنجليزية)
- يميل أسد على موقع عالم كرة القدم.نت (الإنجليزية)